# Kayacık, Gördes
Kayacık là một thị trấn thuộc huyện Gördes, tỉnh Manisa, Thổ Nhĩ Kỳ. Dân số thời điểm năm 2011 là 1.066 người.